# Secretaría de Seguridad Interior (Argentina)
La Secretaría de Seguridad Interior de Argentina fue un organismo perteneciente a la Administración Pública Nacional con competencia en el área de la seguridad. Estuvo a cargo de las Fuerzas de Seguridad y Policiales (Policía Federal, Gendarmería Nacional y Prefectura Naval).

## Historia
La secretaría fue constituida a través del decreto n.º 660 del 24 de junio de 1996 del presidente Carlos Menem, mediante el cual el Poder Ejecutivo transfirió la Secretaría de Seguridad y Protección a la Comunidad —que pasó a denominarse Secretaría de Seguridad Interior— de la Presidencia al Ministerio del Interior. Quedó a cargo de la Policía Federal, la Gendarmería Nacional y la Prefectura Naval. Por decreto n.º 1409 del 3 de diciembre de 1996 la secretaría asumió las funciones que pertenecían a la Superintendencia Nacional de Fronteras (disuelta).
Por decreto n.º 355 del 21 de febrero de 2002 del presidente Eduardo Duhalde, el Poder Ejecutivo transfirió la secretaría al ámbito de la Presidencia y las atribuciones en seguridad del Ministerio del Interior pasaron a las manos de aquella. En el mismo año (el 10 de julio) el Poder Ejecutivo decidió reubicar el área de seguridad en el Ministerio de Justicia y Derechos Humanos (que pasó a denominarse «Ministerio de Justicia, Seguridad y Derechos Humanos») y le entregó a este las funciones en seguridad; la secretaría pasó a la órbita de este ministerio. En 2004, mediante decreto n.º 1066 del 20 de agosto de ese año del presidente Néstor Kirchner, el área de seguridad, y por consiguiente la Secretaría de Seguridad Interior, regresó al seno del Ministerio del Interior. Al asumir la presidenta Fernández de Kirchner en 2007, la secretaría pasó al ámbito del Ministerio de Justicia, Seguridad y Derechos Humanos (ley n.º 26 338).
El 14 de diciembre de 2010 el Poder Ejecutivo creó el Ministerio de Seguridad, el cual asumió las funciones en seguridad del Ministerio de Justicia, Seguridad y Derechos Humanos y se hizo cargo de las Fuerzas de Seguridad y Policiales.

## Titulares
| Secretario             | Periodo                                           | Presidente                           |
| ---------------------- | ------------------------------------------------- | ------------------------------------ |
| Enrique Mathov         | 10 de diciembre de 1999 - 21 de diciembre de 2001 | Fernando de la Rúa                   |
| Juan José Álvarez      | 23 de diciembre de 2001 - 10 de julio de 2002     | Adolfo Rodríguez Saá-Eduardo Duhalde |
| Alberto Iribarne       | 8 de agosto de 2002-25 de mayo de 2003            | Eduardo Duhalde                      |
| Norberto Julio Quantin | 25 de mayo de 2003-26 de julio de 2004            | Néstor Kirchner                      |
| Alberto Iribarne       | 26 de julio de 2004-25 de julio de 2005           | Néstor Kirchner                      |
| Luis Eduardo Tibiletti | 26 de julio de 2005-10 de diciembre de 2007       | Néstor Kirchner                      |
| Héctor Masquelet       | 10 de diciembre de 2007-5 de agosto de 2009       | Cristina Fernández de Kirchner       |
| Sergio Lorusso         | 5 de agosto de 2009-15 de diciembre de 2010       | Cristina Fernández de Kirchner       |